# Radhabai Subbarayan
Radhabai Subbarayan, född 1891, död 1960, var en indisk politiker. 
Hon blev 1937 den första kvinnan i Indien att väljas in i det nationella parlamentet. 